# Liste der Naturdenkmale im Landkreis Oberspreewald-Lausitz
Die Liste der Naturdenkmale im Landkreis Oberspreewald-Lausitz nennt die Listen der in den Städten und Gemeinden im Landkreis Oberspreewald-Lausitz in Brandenburg gelegenen Naturdenkmale.

## Listen
| Stadt/Gemeinde          | Amt           | Liste                                               |
| ----------------------- | ------------- | --------------------------------------------------- |
| Altdöbern               | Amt Altdöbern | Liste der Naturdenkmale in Altdöbern                |
| Bronkow                 | Amt Altdöbern | Liste der Naturdenkmale in Bronkow                  |
| Calau                   | amtsfrei      | Liste der Naturdenkmale in Calau                    |
| Frauendorf              | Amt Ortrand   | Liste der Naturdenkmale in Frauendorf               |
| Großkmehlen             | Amt Ortrand   | Liste der Naturdenkmale in Großkmehlen              |
| Großräschen             | amtsfrei      | Liste der Naturdenkmale in Großräschen              |
| Grünewald               | Amt Ruhland   | Liste der Naturdenkmale in Grünewald                |
| Guteborn                | Amt Ruhland   | Liste der Naturdenkmale in Guteborn                 |
| Hermsdorf (bei Ruhland) | Amt Ruhland   | Liste der Naturdenkmale in Hermsdorf (bei Ruhland)  |
| Hohenbocka              | Amt Ruhland   | Liste der Naturdenkmale in Hohenbocka               |
| Kroppen                 | Amt Ortrand   | Liste der Naturdenkmale in Kroppen                  |
| Lauchhammer             | amtsfrei      | Liste der Naturdenkmale in Lauchhammer              |
| Lindenau (Oberlausitz)  | Amt Ortrand   | Liste der Naturdenkmale in Lindenau (Oberlausitz)   |
| Lübbenau/Spreewald      | amtsfrei      | Liste der Naturdenkmale in Lübbenau/Spreewald       |
| Luckaitztal             | Amt Altdöbern | Liste der Naturdenkmale in Luckaitztal              |
| Neupetershain           | Amt Altdöbern | Liste der Naturdenkmale in Neupetershain            |
| Neu-Seeland             | Amt Altdöbern | Liste der Naturdenkmale in Neu-Seeland              |
| Ortrand                 | Amt Ortrand   | Liste der Naturdenkmale in Ortrand                  |
| Ruhland                 | Amt Ruhland   | kein Naturdenkmal bedeutende Einzelbäume in Ruhland |
| Schipkau                | amtsfrei      | Liste der Naturdenkmale in Schipkau                 |
| Schwarzbach (Lausitz)   | Amt Ruhland   | Liste der Naturdenkmale in Schwarzbach (Lausitz)    |
| Schwarzheide            | amtsfrei      | Liste der Naturdenkmale in Schwarzheide             |
| Senftenberg             | amtsfrei      | Liste der Naturdenkmale in Senftenberg              |
| Tettau (Brandenburg)    | Amt Ortrand   | Liste der Naturdenkmale in Tettau (Brandenburg)     |
| Vetschau/Spreewald      | amtsfrei      | Liste der Naturdenkmale in Vetschau/Spreewald       |